# GHN-45
Il GHN-45 (Gun Howitzer Noricum 45) è un obice della Noricum austriaca, derivato dal precedente GC-45 dell'ing. Gerald Bull.
La canna è lunga 45 calibri (circa 7 m), superiore a quasi tutte le armi comparabili dello stesso periodo, le quali avevano canne di 39 calibri (circa 6 m). Questo non aumentava la gittata (18 km), né la precisione delle munizioni standard, come l'M107, ma con gli speciali proiettili ERFB (Extended Range, Full Bore, dotati di alette invece della normale corona che aderisce alle rigature della canna), aumentava la gittata, ancor di più con l'aggiunta di proiettili assistiti a razzo e/o con base bleed, portandola fino a 39 km, ma diminuendo la precisione. Fu usato dall'Iraq durante la guerra Iran-Iraq e la guerra del Golfo, dove la sua gittata superiore alle armi della coalizione destò inizialmente qualche preoccupazione, le quali però non si verificarono, grazie principalmente alla supremazia aerea della coalizione.